# Lorenzo Minei
Giovanni Lorenzo Minei da Mineo (Laterza, 24 aprile 1651 – Laterza, 30 aprile 1719) è stato un compositore italiano.

## Biografia
Figlio di Giovanni Battista Minei da Mineo, famiglia aristocratica di Laterza, e Lucia Gena di Santeramo in Colle, fu attivo come compositore di cantate e serenate a Napoli. Come ben ha ricostruito il musicologo Giovanni Tribuzio nel 2023, una sua raccolta di quattro cantate per Leopoldo I d'Asburgo con sinfonie in forma di concerto grosso ora alla SLUB di Dresda, fu acquisita nel 1689 circa da Pietro Ottoboni.